# فلاديسلاف جابوف
فلاديسلاف جابوف (13 يوليو 1987 بريغا في لاتفيا - ) هو لاعب كرة قدم لاتفي في مركز الدفاع. شارك مع منتخب لاتفيا تحت 17 سنة لكرة القدم ومنتخب لاتفيا تحت 19 سنة لكرة القدم ومنتخب لاتفيا تحت 21 سنة لكرة القدم ومنتخب لاتفيا لكرة القدم. أما مع النوادي، فقد لعب مع كورونا كييلتسى ونادي سكونتو ونادي فنتسبيلس ونادي أودا ‏ وFK Metta ‏ وسوكول ساراتوف ‏ وFC Daugava ‏ وFK Multibanka Rīga ‏ وJFK Olimps ‏ وFC TVMK ‏ وDinaburg FC ‏.

## وصلات خارجية
- فلاديسلاف جابوف على موقع الاتحاد الأوربي (الإنجليزية)
- فلاديسلاف جابوف على موقع اتحاد إستونيا (الإنجليزية)
- فلاديسلاف جابوف على موقع قاعدة بيانات كرة القدم.إي يو (الإنجليزية)
- فلاديسلاف جابوف على موقع ناشيونال فوتبول تيمز (الإنجليزية)
- فلاديسلاف جابوف على موقع Soccerway.com (الإنجليزية)
- فلاديسلاف جابوف على موقع عالم كرة القدم.نت (الإنجليزية)